# Taphrolesbia griseiventris
El colibrí ventrigrís, colibrí coludo de vientre gris o cometa de vientre gris (Taphrolesbia griseiventris), es una especie de ave apodiforme de la familia Trochilidae (los colibríes), la única perteneciente al género monotípico Taphrolesbia. Es endémico de regiones andinas de Perú.

## Distribución y hábitat
Se distribuye por un área restringida de los Andes del centro norte de Perú, donde habita en cinco pequeñas zonas aisladas, pero próximas entre sí, en la pendiente del Pacífico en Cajamarca y, principalmente, en la cuenca del río Marañón en Cajamarca y Huánuco.
Esta especie es considerada rara en sus hábitats naturales: las laderas áridas y escarpadas y quebradas con cactus, agaves, bromelias, matorrales y otras plantas xerófilas, en áreas menos perturbadas. Su zona ha sido ocupada por humanos por siglos y la vegetación de esta región es severamente influenciada por esta ocupación, la especie puede ser observada alimentándose en cactus y agaves alrededor de habitaciones humanas y cercas. En altitudes entre 2600 y 3500 m.

## Estado de conservación
El colibrí ventrigrís ha sido calificado como «amenazado de extinción» por la Unión Internacional para la Conservación de la Naturaleza (IUCN), debido a que su muy pequeña población, estimada en 250 a 1000 individuos maduros, se teme esté en decadencia debido a la degradación y pérdida de su hábitat preferencial, estimado en tan solo 28 000 km2. En este contexto, la raridad de la especie indica que la población puede estar comprendida por subpoblaciones fragmentadas extremadamente bajas. Sin embargo, es de alguna forma tolerante a algún grado de modificación de su ambiente.

## Descripción
Es un colibrí de tamaño considerable, mide hasta 17 cm de longitud, que posee una larga cola ahorquillada. Su dorso es de color verde broncíneo y la punta de las plumas de la cola son de color anaranjado. Su pecho y vientre son de color gris y el macho tiene un parche de color azul en el cuello. La hembra es similar al macho, pero con la cola más corta. Ambos poseen un parche de color blanco tras los ojos.

## Sistemática

Cyanolesbia griseiventris sinónimo de Taphrolesbia griseiventris, ilustración de Keulemans en Novitates Zoologicae 2, 1895.

### Descripción original
La especie T. griseiventris fue descrita por primera vez por el ornitólogo polaco Władysław Taczanowski en 1883 bajo el nombre científico Cynanthus griseiventris; la localidad tipo es «Paucal, Perú».
El género Taphrolesbia fue propuesto por el zoólogo francés Eugène Simon en 1918, y la especie tipo originalmente designada fue Cynanthus griseiventris, la presente especie.

### Etimología
El nombre genérico femenino «Taphrolesbia» es una combinación de la palabra del griego «taphros» que significa ‘ceniza’ y del género Lesbia, que por su vez proviene del griego «lesbias», que significa ‘mujer de Lesbos’; y el nombre de la especie «griseiventris», se compone de las palabras del latín «griseus», que significa ‘gris’ y «ventris, venter», que significa ‘vientre’.

### Taxonomía
Los datos genéticos indican que Taphrolesbia es género hermano de Aglaiocercus. Es monotípica.